# Notiohelea chilensis
Notiohelea chilensis är en tvåvingeart som beskrevs av Eileen D. Grogan och Wirth 1978. Notiohelea chilensis ingår i släktet Notiohelea och familjen svidknott. Inga underarter finns listade i Catalogue of Life.